# 锁内嘎话
锁内嘎话（so21 na33 ka̠33）也称新峰彝语，是一种在中国云南省鹤庆县新峰村东登（也有安乐村）、草海乡使用的彝语。